# Berhet
Berhet [bɛʁɛt] est une commune française située dans le département des Côtes-d'Armor, en région Bretagne.

## Géographie

### Localisation

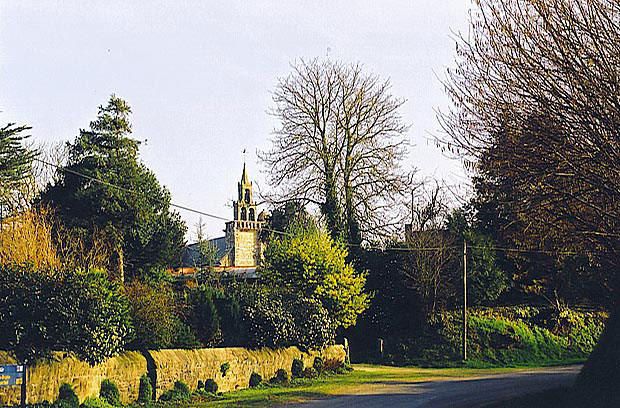
Le bourg.

Berhet est un village du Trégor situé à 16 km au sud-est de la ville de Lannion.
Situé dans l'aire d'attraction de Lannion et la zone d'emploi de cette ville, il fait partie du bassin de vie de Bégard.

### Communes limitrophes
Les communes limitrophes sont  Cavan, Langoat, Mantallot et Prat.
|       | Langoat | Mantallot |
| Cavan | Berhet  |           |
|       | Prat    |           |

### Géologie et relief
La superficie de la commune est de 3,23 km2 ; son altitude varie de 50  à   101 mètres.

### Hydrographie
Pour un article plus général, voir Réseau hydrographique des Côtes-d'Armor.
La commune est située dans le bassin Loire-Bretagne. Elle est drainée par le Stéren.

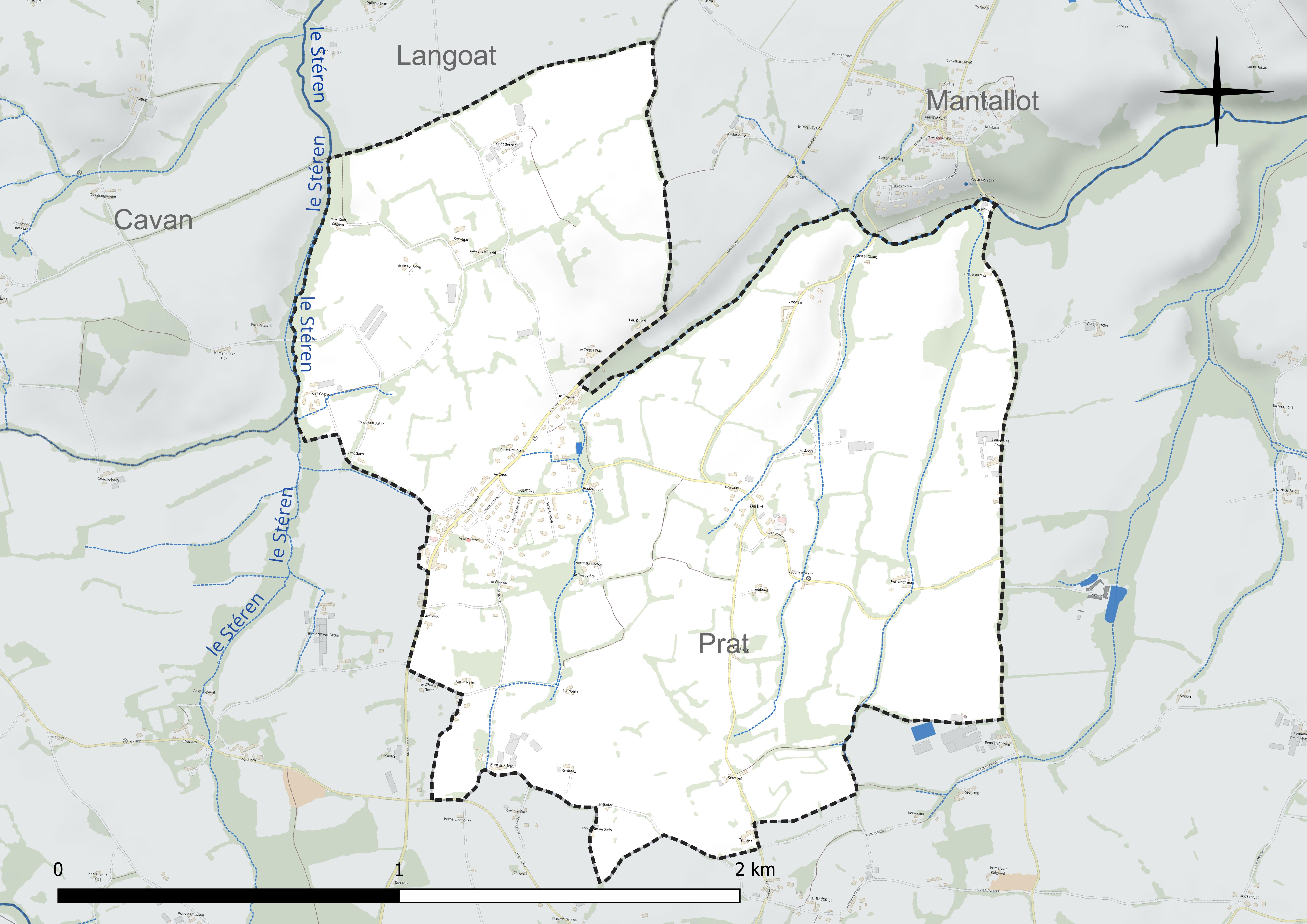
Réseau hydrographique de Berhet.

### Climat
Pour des articles plus généraux, voir Climat de la Bretagne et Climat des Côtes-d'Armor.
En 2010, le climat de la commune est de type climat océanique franc, selon une étude du Centre national de la recherche scientifique s'appuyant sur une série de données couvrant la période 1971-2000. En 2020, Météo-France publie une typologie des climats de la France métropolitaine dans laquelle la commune est exposée à un climat océanique et est dans la région climatique Finistère nord, caractérisée par une pluviométrie élevée, des températures douces en hiver (6 °C), fraîches en été et des vents forts. Parallèlement l'observatoire de l'environnement en Bretagne publie en 2020 un zonage climatique de la région Bretagne, s'appuyant sur des données de Météo-France de 2009. La commune est, selon ce zonage, dans la zone « Intérieur », exposée à un climat médian, à dominante océanique.
Pour la période 1971-2000, la température annuelle moyenne est de 11,2 °C, avec une amplitude thermique annuelle de 10,3 °C. Le cumul annuel moyen de précipitations est de 868 mm, avec 13,9 jours de précipitations en janvier et 7,3 jours en juillet. Pour la période 1991-2020, la température moyenne annuelle observée sur la station météorologique la plus proche, située sur la commune de La Roche-Jaudy à 7 km à vol d'oiseau, est de 11,8 °C et le cumul annuel moyen de précipitations est de 887,1 mm,. Pour l'avenir, les paramètres climatiques de la commune estimés pour 2050 selon différents scénarios d'émission de gaz à effet de serre sont consultables sur un site dédié publié par Météo-France en novembre 2022.

## Urbanisme

### Typologie
Au 1er janvier 2024, Berhet est catégorisée commune rurale à habitat dispersé, selon la nouvelle grille communale de densité à 7 niveaux définie par l'Insee en 2022.
Elle est située hors unité urbaine. Par ailleurs, la commune fait partie de l'aire d'attraction de Lannion, dont elle est une commune de la couronne,. Cette aire, qui regroupe 40 communes, est catégorisée dans les aires de 50 000 à moins de 200 000 habitants,.

### Occupation des sols

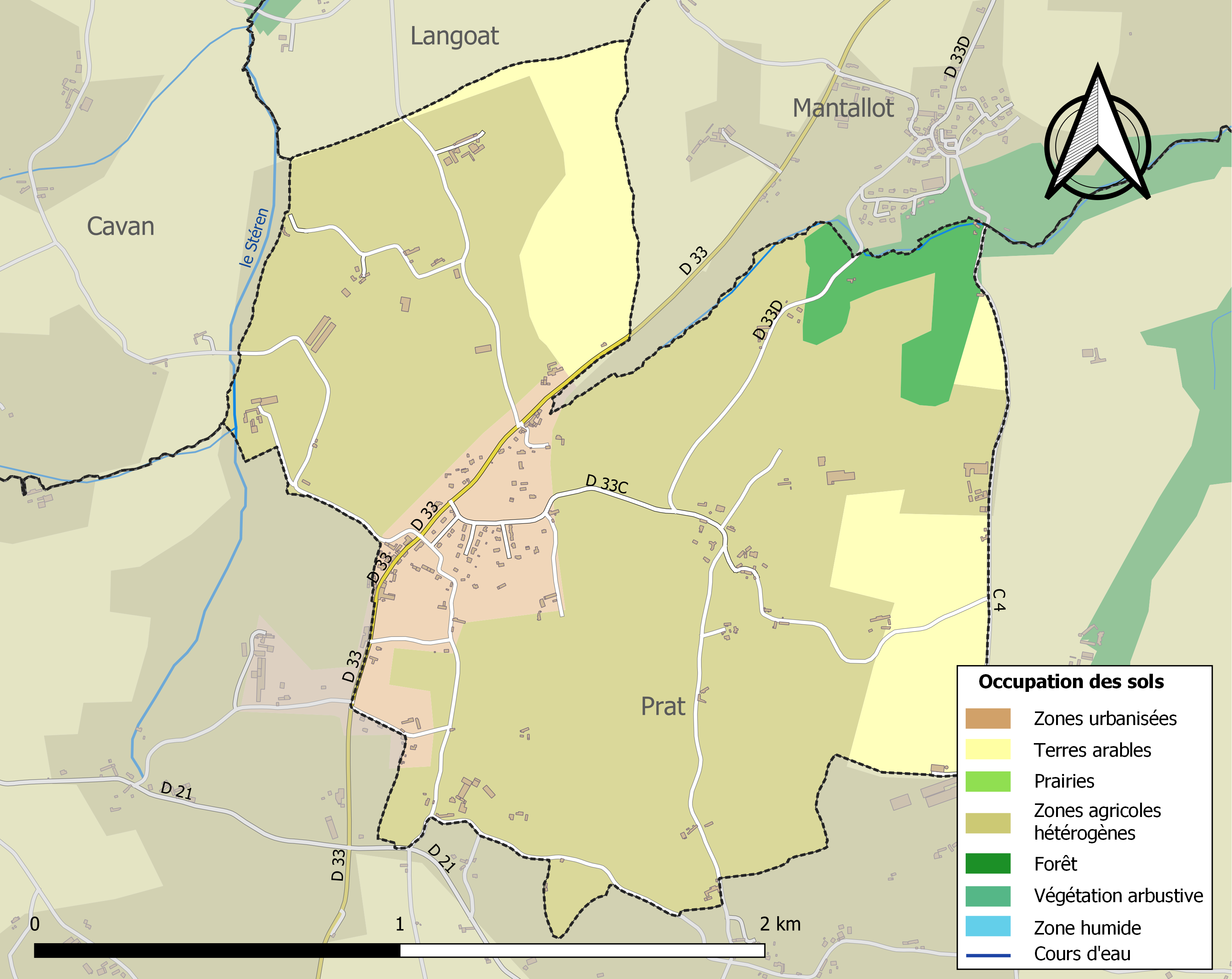
Carte des infrastructures et de l'occupation des sols de la commune en 2018 (CLC).

L'occupation des sols de la commune, telle qu'elle ressort de la base de données européenne d’occupation biophysique des sols Corine Land Cover (CLC), est marquée par l'importance des territoires agricoles (88 % en 2018), en diminution par rapport à 1990 (96,3 %). La répartition détaillée en 2018 est la suivante : 
zones agricoles hétérogènes (72,3 %), terres arables (15,7 %), zones urbanisées (8,3 %), forêts (3,7 %). L'évolution de l’occupation des sols de la commune et de ses infrastructures peut être observée sur les différentes représentations cartographiques du territoire : la carte de Cassini (XVIIIe siècle), la carte d'état-major (1820-1866) et les cartes ou photos aériennes de l'IGN pour la période actuelle (1950 à aujourd'hui).

### Habitat et logement
En 2020, le nombre total de logements dans la commune était de 134, alors qu'il était de 123 en 2015 et de 116 en 2010.
Parmi ces logements, 78,2 % étaient des résidences principales, 10,1 % des résidences secondaires et 11,7 % des logements vacants. Ces logements étaient pour 96,8 % d'entre eux des maisons individuelles et pour 3,2 % des appartements.
Le tableau ci-dessous présente la typologie des logements à Berhet en 2020 en comparaison avec celle des Côtes-d'Armor et de la France entière. Une caractéristique marquante du parc de logements est ainsi une proportion de résidences secondaires et logements occasionnels (10,1 %) inférieure à celle du département (16,3 %) mais supérieure à celle de la France entière (9,7 %).
| Typologie                                               | Berhet | Côtes-d'Armor | France entière |
| ------------------------------------------------------- | ------ | ------------- | -------------- |
| Résidences principales (en %)                           | 78,2   | 75,2          | 82,1           |
| Résidences secondaires et logements occasionnels (en %) | 10,1   | 16,3          | 9,7            |
| Logements vacants (en %)                                | 11,7   | 8,5           | 8,2            |

## Toponymie
Le nom breton de la commune est Berc'hed, il découle de sainte Berhet (ou en breton santez Berc'hed).

## Histoire

### Préhistoire
Des haches de pierre polie datant du néolithique ont été découvertes à Berhet.

### Antiquité
La voie romaine, dont il reste quelques vestiges à Berhet, reliait Carhaix à Tréguier.

### Moyen Âge
La paroisse de Berhet se constitue à la fin du XIVe siècle par détachement de celles de Langoat et de Prat.

### Temps modernes
Un village, Comfort, se développe autour de la chapelle Notre-Dame-de-Comfort, et devient progressivement plus important que celui de Berhet.
Les panneaux de signalisation utilisent d'ailleurs le toponyme Berhet-Confort (en breton : Berc'hed-Konfort) plutôt que Berhet.

## Politique et administration

### Rattachements administratifs et électoraux

#### Rattachements administratifs
La commune se trouve  dans l'arrondissement de Lannion du département des Côtes-d'Armor.
Elle faisait partie depuis 1801 du canton de La Roche-Derrien. Dans le cadre du redécoupage cantonal de 2014 en France, cette circonscription administrative territoriale a disparu, et le canton n'est plus qu'une circonscription électorale.

#### Rattachements électoraux
Pour les élections départementales, la commune fait partie depuis 2014 du canton de Bégard.
Pour l'élection des députés, elle fait partie de la cinquième circonscription des Côtes-d'Armor.

### Intercommunalité
Berhet était membre de la communauté de communes du Centre Trégor, un établissement public de coopération intercommunale (EPCI) à fiscalité propre créé en 1993 et auquel la commune avait transféré un certain nombre de ses compétences, dans les conditions déterminées par le code général des collectivités territoriales.
Conformément aux prescriptions de la loi de réforme des collectivités territoriales du 16 décembre 2010, qui a prévu le renforcement et la simplification des intercommunalités et la constitution de structures intercommunales de grande taille, cette intercommunalité a fusionné avec sa voisine pour former, le 1er janvier 2015, la communauté d'agglomération dénomméeLannion-Trégor Communauté, dont est désormais membre la commune.

### Liste des maires
| Période                                  | Période                       | Identité           | Étiquette | Qualité |
| ---------------------------------------- | ----------------------------- | ------------------ | --------- | --- |
| Les données manquantes sont à compléter. |                               |                    |           | |
| 1837                                     |                               | M. Le Bonniec      |           | |
| Les données manquantes sont à compléter. |                               |                    |           | |
| 1860                                     |                               | M. Le Montreer     |           | |
| Les données manquantes sont à compléter. |                               |                    |           | |
| octobre 1947                             | mars 1983                     | Louis Merrer       |           | Agriculteur |
| mars 1983                                | mars 2001                     | Fañch Peru         | UDB       | Enseignant, écrivain de langue bretonne |
| mars 2001                                | mai 2015                      | Jean-Yves Bourveau | DVD       | Agriculteur 3e vice-président de la CC du Centre Trégor (2001 → 2008) 2e vice-président de la CC du Centre Trégor (2008 → 2014) Démissionnaire |
| juin 2015                                | septembre 2017                | Cathy Lucas        |           | Ancienne policière municipale Première adjointe au maire (2014 → 2015) Décédée en fonction                                                     |
| décembre 2017                            | mars 2023                     | Louis Merrer       |           | Agriculteur Fils de Louis Merrer, maire de 1947 à 1983 Décédé en fonction                                                                      |
| mai 2023                                 | En cours (au 13 janvier 2024) | Laurence Benech    |           | Aide-soignante |

## Démographie
L'évolution du nombre d'habitants est connue à travers les recensements de la population effectués dans la commune depuis 1793. Pour les communes de moins de 10 000 habitants, une enquête de recensement portant sur toute la population est réalisée tous les cinq ans, les populations de référence des années intermédiaires étant quant à elles estimées par interpolation ou extrapolation. Pour la commune, le premier recensement exhaustif entrant dans le cadre du nouveau dispositif a été réalisé en 2007.

En 2022, la commune comptait 272 habitants, en évolution de +7,51 % par rapport à 2016 (Côtes-d'Armor : +1,78 %, France hors Mayotte : +2,11 %).
| 1793 | 1800 | 1806 | 1821 | 1831 | 1836 | 1841 | 1851 | 1856 |
| ---- | ---- | ---- | ---- | ---- | ---- | ---- | ---- | ---- |
| 561  | 405  | 492  | 466  | 507  | 496  | 516  | 479  | 448  |

| 1861 | 1866 | 1872 | 1876 | 1881 | 1886 | 1891 | 1896 | 1901 |
| ---- | ---- | ---- | ---- | ---- | ---- | ---- | ---- | ---- |
| 457  | 442  | 411  | 412  | 405  | 440  | 400  | 409  | 349  |

| 1906 | 1911 | 1921 | 1926 | 1931 | 1936 | 1946 | 1954 | 1962 |
| ---- | ---- | ---- | ---- | ---- | ---- | ---- | ---- | ---- |
| 358  | 342  | 300  | 320  | 271  | 254  | 266  | 244  | 254  |

| 1968 | 1975 | 1982 | 1990 | 1999 | 2006 | 2007 | 2012 | 2017 |
| ---- | ---- | ---- | ---- | ---- | ---- | ---- | ---- | ---- |
| 223  | 187  | 181  | 217  | 211  | 210  | 210  | 238  | 257  |

| 2022 | - | - | - | - | - | - | - | - |
| ---- | - | - | - | - | - | - | - | - |
| 272  | - | - | - | - | - | - | - | - |

## Culture locale et patrimoine

### Lieux et monuments
- Chapelle Notre-Dame-de-Comfort,  Classé MH (1922)[29], construite en 1523 et entièrement restaurée par l'architecte Guillaume Lageat en 1886 après une tempête, c'est une ancienne chappelle funéraire devenue ensuite une église paroissiale en 1920.
Le retable du maître-autel, réalisé par le  sculpteur Vincent Rivoalan et le peintre François Bahic de Lannion, date de 1715.
Au XVIIe siècle, la chapelle a fait l'objet d'un pèlerinage très fréquenté, auquel des indulgences sont accordées en 1685 et 1687 par le pape Innocent XI[30],[31].

- Église Sainte-Brigitte, construite en 1850 sur les plans de l'architecte Charles Kerleau) et restaurée en 1886 par l'architecte Lageat[32], décorée par le peintre Raphaël Donguy. La peinture de la voûte est restaurée en février 2015[réf. nécessaire].

- Le monument aux morts porte les noms de 17 soldats morts pour la France[33] :
  - quatorze sont morts durant la Première Guerre mondiale ;
  - trois sont morts durant la Seconde Guerre mondiale.

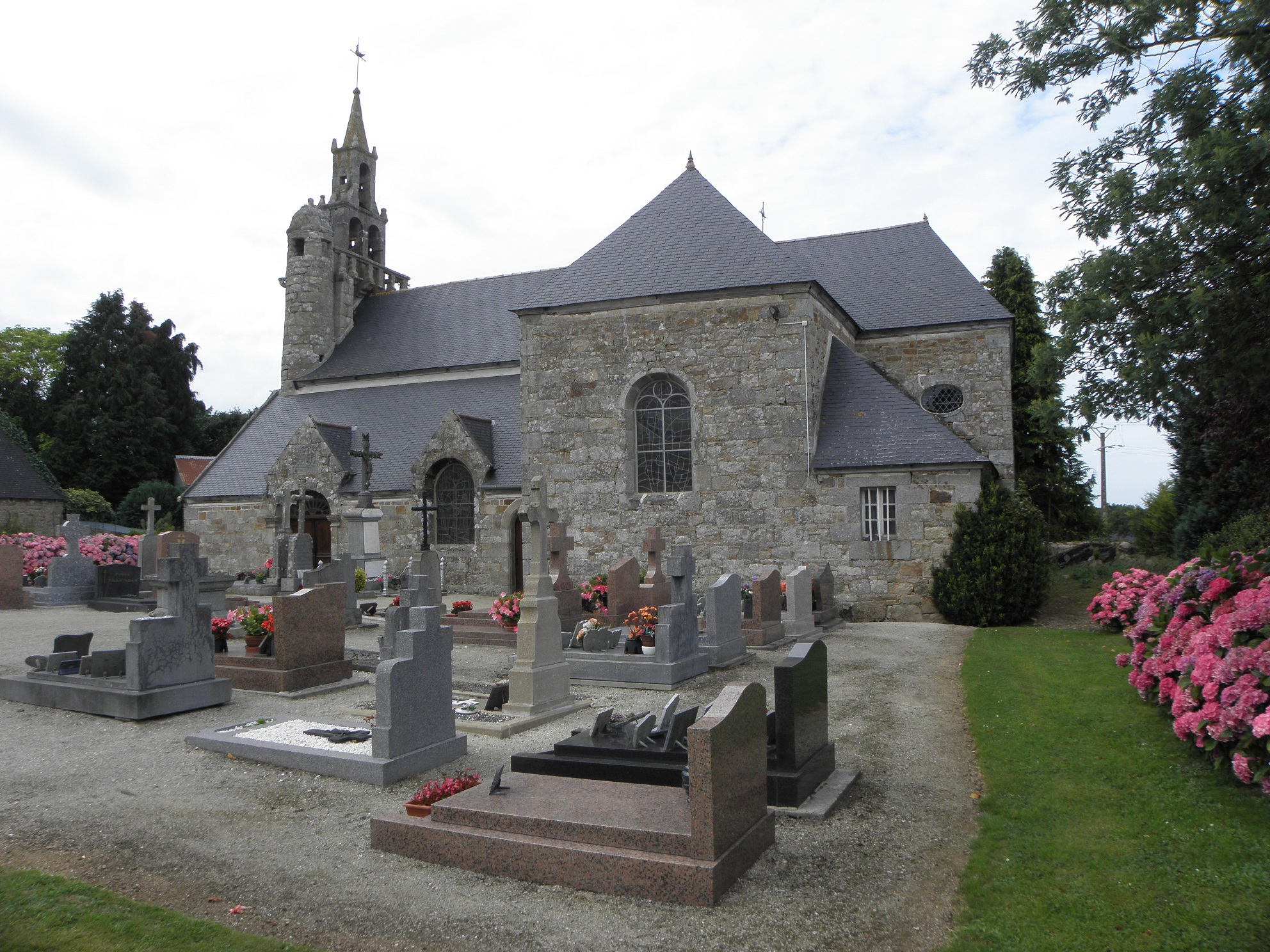
Église Sainte-Brigitte.
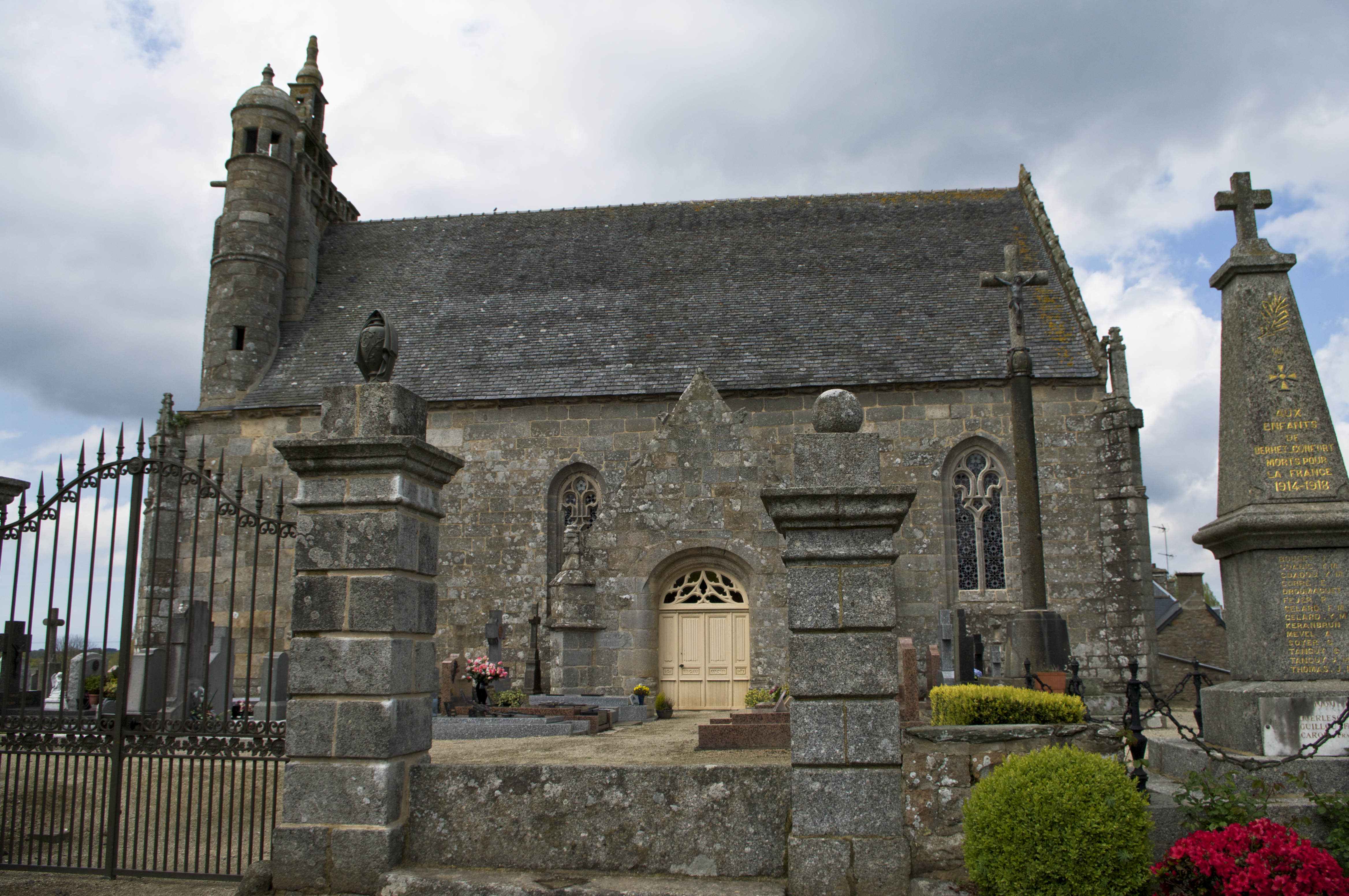
Chapelle Notre-Dame-de-Comfort.

### Langue bretonne
L'adhésion à la charte Ya d'ar brezhoneg a été votée par le conseil municipal le 26 mai 2006[réf. nécessaire].

### Anecdote historique
Le recteur Bricquir supprima vers le milieu du XIXe siècle le culte lié à la roue à carillon dans la chapelle Notre-Dame de Confort de Berhet. « Cette disparition ne se produisit pas sans l'énergique protestation des paroissiens. Ceux-ci furent si mécontents qu'ils firent une chanson sur M. Bricquir emportant le saint à la roue saint Diboan, très populaire dans toute la région ».

### Héraldique
| Blason de Berhet | Blason  | Deux écus accolés : 1. De gueules au croissant d'argent accompagné de trois macles du même rangées en chef. 2. D'argent à trois fasces de gueules, au lion de sable armé, lampassé et couronné d'or brochant.            |
| Blason de Berhet | Détails | Reprise des armes, sculptées sur une pierre, de Merien Le Chevoir de Koadelan et celles de Marie de Kersalliou, membres de familles de la noblesse locale, jointes par leur mariage en 1365. Adopté par la municipalité. |

## Pour approfondir